# 歐陽勁
歐陽勁（1562年—？），字懋節，號梅洲，廣東廣州府從化縣（今廣州市從化區）人，明朝政治人物。

## 生平
萬曆七年（1579年）己卯科廣東鄉試第八名舉人，十四年（1586年）中式丙戌科會試一百十四名，三甲第一百十八名進士。刑部觀政，授福清縣知縣。

## 家族
曾祖歐陽禺；祖父歐陽蘭，曾任義官；本生父歐陽巍，鄉飲賓；嗣父歐陽口，庠生。本生嫡母李氏；生母何氏；嗣母梁氏。永感下。兄歐陽勛（恩貢監生），弟歐陽劭，從兄歐陽笏（壽官）、歐陽溻，從弟歐陽以。